# Гриваста каргарка
Гриваста карга́рка (Neochen) — рід гусеподібних птахів родини качкових (Anatidae). Каргарка гриваста (Neochen jubata), що мешкає в Південній Америці, є єдиним живим представником цього роду. Відомо також кілька викопних представників цього роду.

## Види
- Каргарка гриваста (Neochen jubata)
- †Neochen barbadiana
- †Neochen debilis
- †Neochen pugil

## Етимологія
Наукова назва роду Neochen походить від сполучення слів дав.-гр. νεος — новий і χην — гусак.